# 入砂島
入砂島（いりすなじま）は、沖縄県島尻郡渡名喜村に属する無人島で、出砂島（いですなじま）ともいわれる。

## 地理
渡名喜島の北西約3キロメートルに位置し、面積0.26平方キロメートル2、周囲1.96キロメートル、標高32.0メートルの円形で低平な島である。島南端に北西から南東方向に伸びる長さ約450メートルの陵丘と、北側に扇状の低地が約500メートル四方にわたって広がる。中生代の基盤岩から構成され、南端の陵丘部は中生代の緑色岩、北側の海岸低地は完新世の沖積層となる。島北側に砂浜が形成され、周囲にビーチロックが発達している。

## 歴史
東恩納寛惇の『南島風土記』には「てそな」、『正保国絵図』に「戸無島（渡名喜島）之内出砂しま」、『琉球国由来記』には「離レ出砂」と記載されている。また国土地理院発行の2万5千分の1の地図では「入砂島」と表記されているが、20万分の1では「出砂島」となっている。
貝塚時代からグスク時代にかけての遺跡が残存し、その時代における土器やカムィヤキ、15世紀頃の青磁が出土している。入砂島頂上部に位置する4つの御嶽は渡名喜住民の聖地として崇められている。また初穂の麦を供物として捧げる麦穂祭で「イベの火神」へ祭祀を行った根神3人を祀っている。戦前の1933年に入砂島の農地開墾が始まり、渡名喜村民により耕作された。
1945年4月に米軍により入砂島全域が接収され、1954年10月に射爆撃場に指定された。管理はアメリカ空軍が行っているが、海軍や海兵隊、日本復帰後の1975年には航空自衛隊も共同訓練に参加している。入砂島の周辺海域は、アオサノリの収穫場であるため、訓練が実施されない日曜日に入砂島の上陸が許可される。

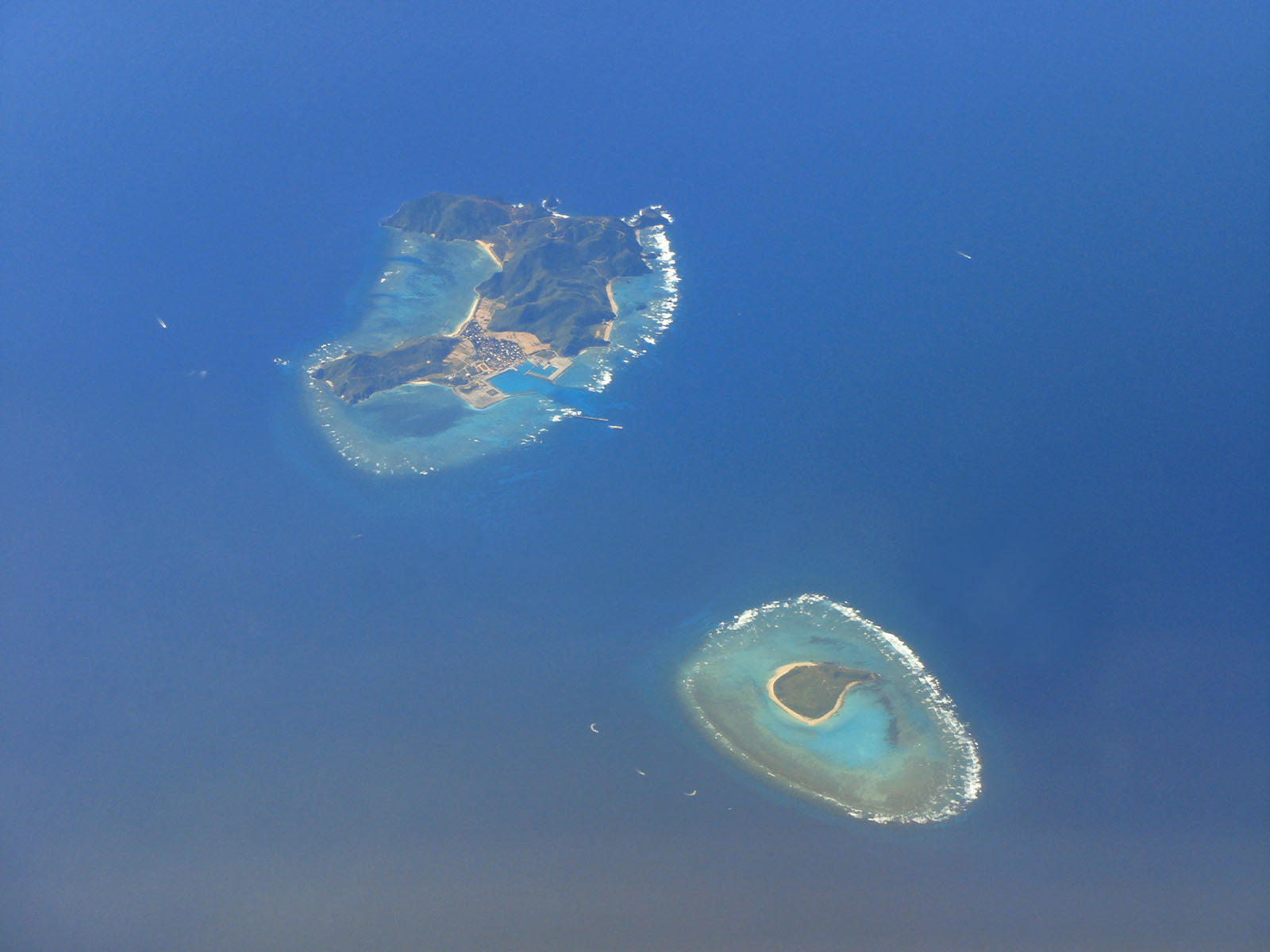
渡名喜島（奥）と入砂島（手前）
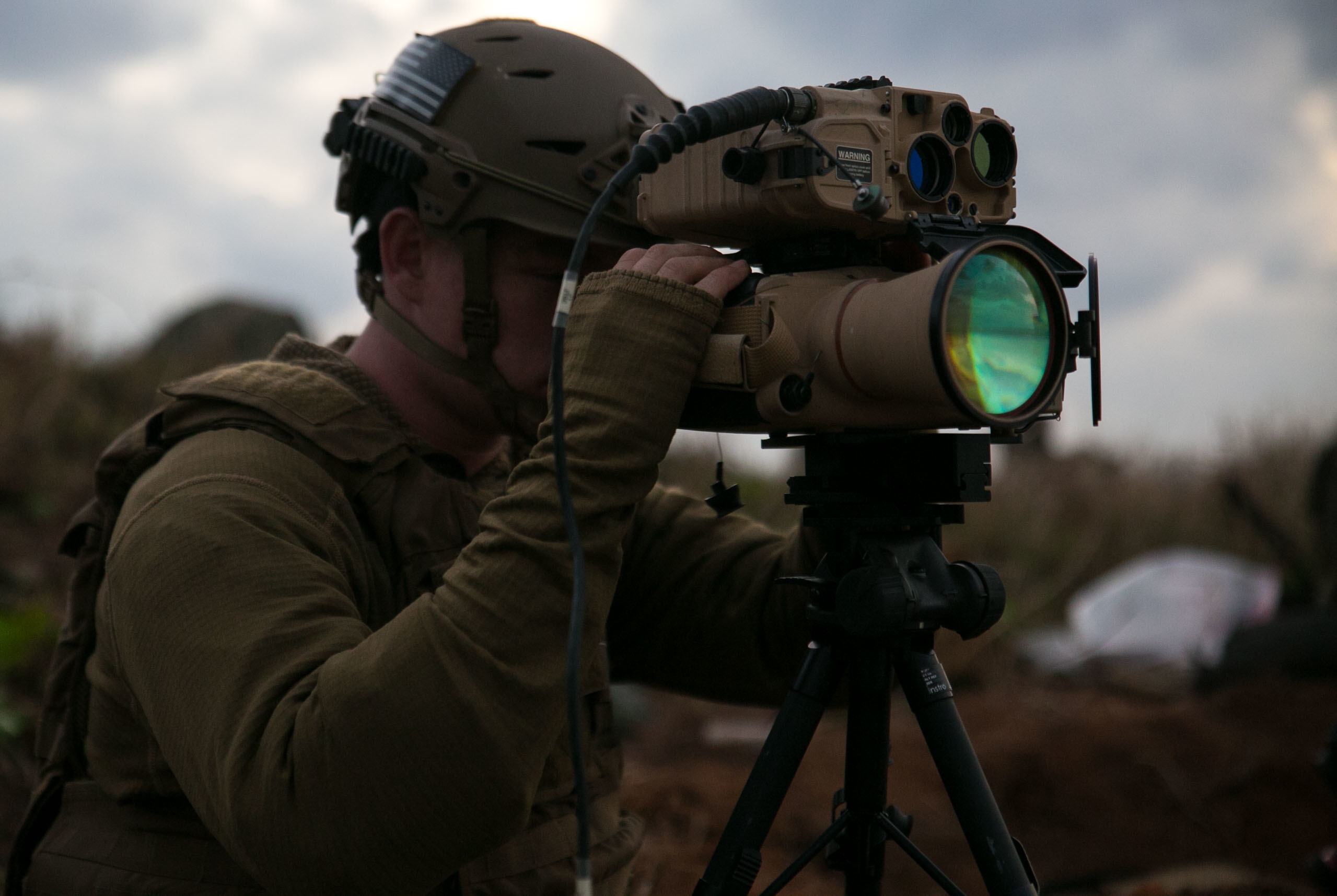
入砂島内で訓練を行う兵士
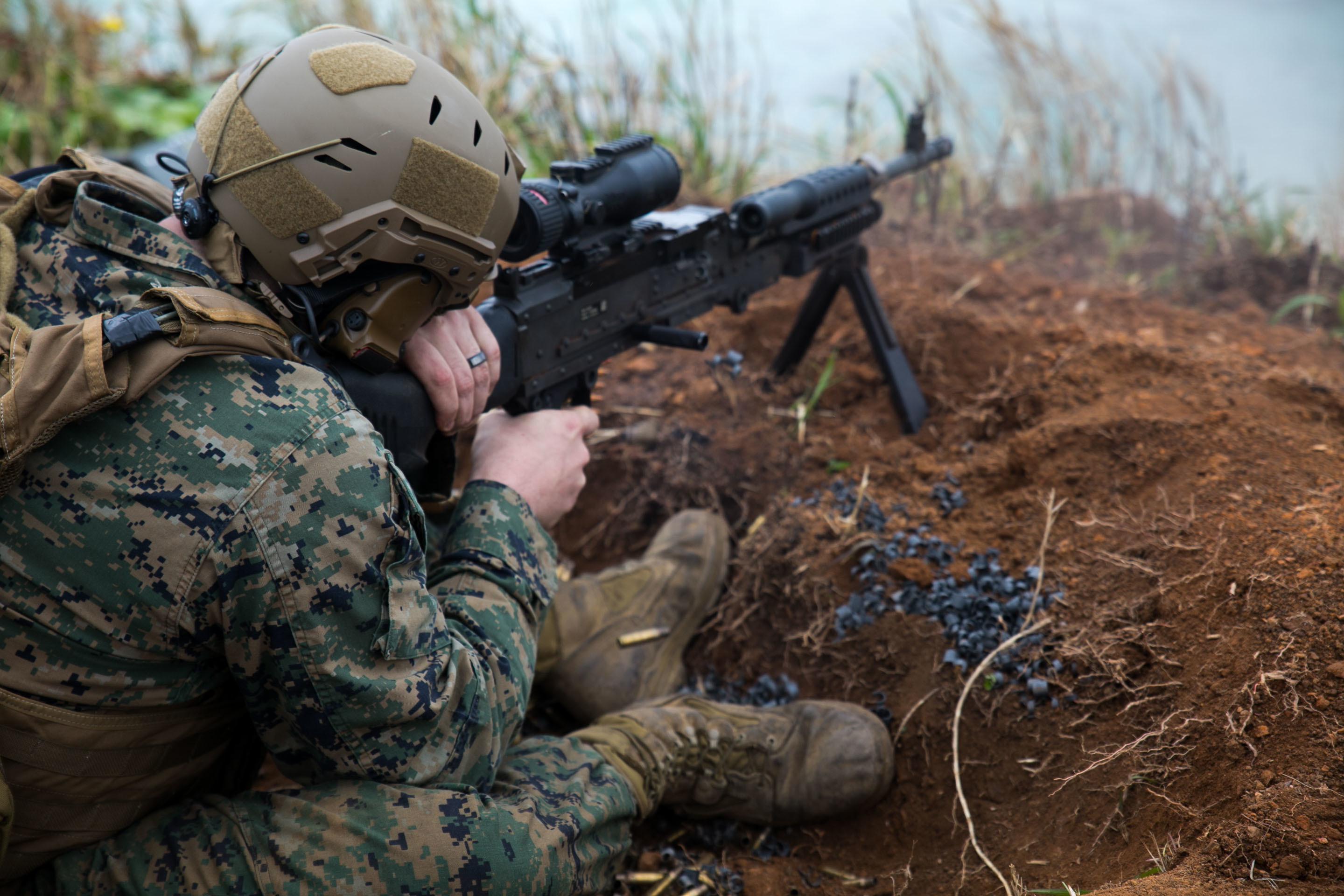
入砂島内で訓練を行う兵士

## メディアでの登場
NHKの朝の連続テレビ小説「ちゅらさん」のオープニング画像として登場している。尚、本編には全く登場はしていない。